# Agathophora
Agathophora é um género botânico pertencente à família Amaranthaceae.

## Espécies
Apresenta cinco espécies:
- Agathophora algeriensis
- Agathophora alopecuroides
- Agathophora galalensis
- Agathophora iraqensis
- Agathophora postii